# Bothus podas
Bothus podas é uma espécie de peixe pertencente à família Bothidae.
A autoridade científica da espécie é Delaroche, tendo sido descrita no ano de 1809.

## Portugal
Encontra-se presente em Portugal, onde é uma espécie nativa.
Os seus nomes comuns são careta, carta-de-olhos-grandes ou carteta.

## Descrição
Trata-se de uma espécie de água salobra e marinha. Atinge os 45 cm de comprimento total, com base de indivíduos de sexo indeterminado.